# 신사배 국제바둑대회
신사배(紳士盃)은 한국,중국,일본 동양 3국 나라를 대상으로 하는 국제기전으로 타이틀보유자나 국제대회 우승한 경력이 있는 프로기사사만 참가할 수 있는 국제기전이다.

## 참가자격
- 타이틀보유자나 국제대회 우승한 경력이 있는 프로기사사만 참가

- 우승상금 2만달러(약 1,600만원)

## 역대 우승자
| 회수 | 연도 | 우승        | 전적  | 준우승               |
| ---- | ---- | ----------- | ----- | -------------------- |
| 1    | 1995 | 서봉수 九단 | 1 - 0 | 고바야시 사토루 九단 |